# Trite pennata
Espèce
Trite pennata est une espèce d'araignées aranéomorphes de la famille des Salticidae.

## Distribution
Cette espèce est endémique de Nouvelle-Calédonie.

## Description
Le mâle holotype mesure 6 mm.

## Publication originale
- Simon, 1885 : Matériaux pour servir à la faune arachnologique de la Nouvelle Calédonie. Annales de la Société Entomologique de Belgique, vol. 29, (C.R.), p. 87-92 (texte intégral).